# Campus de Pontevedra
Le campus de Pontevedra est l'un des trois campus qui accueillent l'université de Vigo. Il est situé dans la ville espagnole de Pontevedra et propose des études de premier, deuxième et de troisième cycle en sciences sociales, sciences de la santé, arts, ingénierie et sports.

## Histoire
Le Campus de Pontevedra a pour germe l'École normale située dans la ville et qui était depuis le XIXe siècle l'École normale de la province de Pontevedra et l'École de formation en soins infirmiers dépendant du Conseil général de Pontevedra (Députation Provinciale de Pontevedra). L'École Normale de Pontevedra, origine de l'actuelle Faculté des Sciences de l'Éducation (créée en 1999), a été créée en 1845 et l'École des ATS (Ayudante Técnico Sanitario), origine de l'actuelle école d'infirmiers, a été créée en 1974. Ces deux écoles ont proposé pendant de nombreuses années les études universitaires par excellence de la ville de Pontevedra, en plus du Centre régional de l'UNED dans la province de Pontevedra situé dans le quartier Monte Porreiro de la ville où on peut suivre un large éventail d'études universitaires (Différentes ingénieries, Histoire, Mathématiques, Droit, Physique, Chimie, Psychologie, Langues étrangères, Sociologie, Économie, Commerce, Pédagogie...). Le Centre associé de l'UNED de Pontevedra a été créé en janvier 1973 et a commencé à fonctionner en mars 1973. Il a été le premier centre régional en Espagne situé en dehors de Madrid, avec celui de Las Palmas de Grande Canarie.
Avec la division de l'Université de Saint-Jacques-de-Compostelle en trois universités, le Campus de Pontevedra a été créé en 1990 et de nouvelles facultés ont été installées dans la ville. L'offre d'études universitaires à Pontevedra a été étendue avec de nouveaux diplômes et cursus.
La première faculté qui a débuté sur le campus de Pontevedra en 1990 a été la Faculté des Beaux-arts. En 1991, une deuxième école d'ingénieurs l'a rejointe, en l'occurrence l'École d'ingénieurs forestiers.
En 1993, la Faculté des Sciences Sociales et de la Communication a été créée, débutant avec un premier diplôme en publicité et relations publiques en 1994 et en 1995, la Faculté de kinésithérapie a commencé à fonctionner. En 1999, les études de gestion et d'administration publique ont été introduites dans la faculté des Sciences Sociales et celles de l'activité physique et du sport (STAPS) dans la Faculté des Sciences de l'Éducation,,. En 2003, le diplôme en communication audiovisuelle a été introduit à la Faculté des sciences sociales et de la communication. Plus tard, en 2009, le Centre Universitaire de la Défense a été créé, dépendant du Campus de Pontevedra, dans l'École Navale Militaire de Marín, située dans l'aire urbaine de Pontevedra, à 6 kilomètres de la ville, où sont proposées des études de génie industriel.
Le 7 juillet 2022 par le décret 133/2022, deux autres facultés ont été créées sur le campus de Pontevedra,,, la Faculté de Design et la Faculté de Gestion et Administration Publique,.
Ces dernières années, le campus de Pontevedra s'est spécialisé dans le domaine de la création, en prenant le nom de Campus CREA.
Le campus de Pontevedra a été déclaré Campus vert (Green Campus) le 18 novembre 2015,, étant le premier en Espagne à obtenir cette distinction.
La chaîne de cafés américaine Starbucks a ouvert un espace dans la Faculté des sciences de l'éducation et du sport en septembre 2019. Le même mois, la Xunta de Galice a mis à la disposition de l'Université les 5e, 6e et 7e étages de son bâtiment administratif situé au 47, rue Benito Corbal, pour une durée de 20 ans, en tant que siège des bureaux du Campus CREA.
Pour l'année universitaire 2023-2024, le campus de Pontevedra proposait 30 diplômes, dont 13 licences, 12 masters et 5 doctorats. Entre 2000 et 2022, le nombre d'étudiants du campus a augmenté de 20%.

## Description

### Organisation
Le campus de Pontevedra est situé dans le secteur A Xunqueira, dans le nord de la ville et au centre-ville. Sur le plan urbanistique, le campus d'A xunqueira possède un rond-point central et plusieurs rues avec de multiples places de parking, y compris pour les étudiants.
Il y a au total cinq facultés sur ce campus : la faculté de communication, la faculté de kinésithérapie, la faculté des sciences de l'éducation et du sport, l'école supérieure d'ingénieurs forestiers et la faculté de gestion et d'administration publique.
La bibliothèque centrale du campus est située au premier étage de la faculté des sciences sociales et de la communication et les services administratifs du campus et le lieu de remise et de retrait de la documentation (LERD) du système universitaire galicien se trouvent dans l'école d'ingénieurs forestiers.
Au centre-ville se trouve la Faculté des Beaux-Arts, située tout près de la Place d'Espagne dans l'édifice néo-classique de l'ancienne Caserne Saint-Ferdinand, et l'École d'infirmiers, située dans les locaux de l'Hôpital provincial de Pontevedra. Le bureau du recteur et l'administration du campus sont également situés au centre ville, dans la Maison des Cloches.
Les bureaux du Campus CREA sont situés aux 5e, 6e et 7e étages du bâtiment administratif de la Xunta de Galicia, au 47, rue Benito Corbal.
Chaque année, le campus de Pontevedra accueille des étudiants Erasmus provenant d'universités d'autres pays, dont le nombre a augmenté ces dernières années,. Pour faciliter leur séjour dans la ville, l'Association du Réseau des Étudiants Erasmus (Erasmus Student Network) dispose d'une antenne située dans des locaux réservés à cet effet à l'école d'ingénieurs forestiers.

### Établissements présents et nombre d'étudiants
Les établissements de l'université présents à Pontevedra sont les suivants :

#### Centre historique
- Siège du vice-rectorat du campus dans la Maison des Cloches, dans le centre historique. Le propriétaire de cet édifice historique est la mairie de Pontevedra, qui a cédé temporairement une partie de son bâtiment à l'université[33],[34].

#### Campus A Xunqueira
- Établissements situés sur le campus A Xunqueira, dans la partie nord de la ville, de l'autre côté du fleuve Lérez et à proximité du parc de l'île des Sculptures :
  - Faculté de communication
  - Faculté de gestion et administration publique
  - Faculté des sciences de l'éducation et du sport
  - Faculté de kinésithérapie
  - École d'Ingénieurs forestiers

#### Centre-ville
- Établissements situés au centre-ville:
  - Faculté des Beaux-Arts. Le bâtiment est la propriété de la mairie de Pontevedra, qui l'a cédé temporairement à l'université[33],[35].
  - Faculté de design
  - École de formation en soins infirmiers

#### Marín
- Établissement rattaché au Campus de Pontevedra à Marín:
  - Centre Universitaire de la Défense, dans l'École Navale Militaire.

La ville abrite également l'École supérieure de conservation et restauration des biens culturels de Galice.
En 2023, le campus de Pontevedra comptait 4 215 étudiants inscrits. Pour l'année scolaire 2023-2024, il s'agit du campus ayant le taux d'occupation le plus élevé de l'Université de Vigo en première année d'études, avec 107 %.
Les diplômes universitaires sur le campus ayant le taux d'emploi le plus élevé sont Kinésithérapie (93%) et Publicité et relations publiques (86,6%).

### Infrastructures
Le campus universitaire dispose d'une école maternelle à son extrémité nord, dédiée principalement aux enfants du personnel de la zone scolaire de A Xunqueira et qui est intégrée dans le réseau de crèches de la Xunta de Galicia A galiña azul (La poule bleue). D'autre part, le complexe hospitalier de Pontevedra est devenu en 2012 le centre hospitalier universitaire de Pontevedra (CHU), où les étudiants en médecine de la faculté de Saint-Jacques-de-Compostelle peuvent effectuer leurs dernières années d'études.
L'université compte des restaurants universitaires à la faculté de communication et à l'école d'ingénieurs forestiers sur le campus A Xunqueira et à la faculté des beaux-arts au centre-ville.
L'université dispose d'un gymnase universitaire, situé rue Cruz Vermella, destiné à la communauté universitaire et proposant des activités de cardiofitness, de cross-training, de pilates, de cyclisme en salle et de sport sur la piste réservée à cet effet. Il existe aussi un parc de callisthénie à côté de la faculté de kinésithérapie et une jetée sur la rive nord du Lérez.
La gare de Pontevedra-Universidad dessert le campus depuis 2001 pour les étudiants qui souhaitent s'y rendre en train. De plus, la ligne 1 de bus urbain pontevédrien a un arrêt rue Alexandre Bóveda pour desservir également le campus de Pontevedra. Il y a une piste cyclable et des places de stationnement sur le campus et aussi le long de la rue Celso Emilio Ferreiro.

### Espaces verts
Le campus dispose d'espaces verts autour des bâtiments universitaires et d'un plus grand espace vert allongé au sud de la faculté des sciences sociales et de la communication, parallèle à la rue Celso Emilio Ferreiro. Cependant, le grand espace vert dont profitent les étudiants et les professeurs du campus est le parc de l'Île des Sculptures, qui s'étend sur 7 hectares. La Faculté des Beaux-Arts, située au centre-ville, dispose également d'un espace vert devant sa façade principale, les "Jardins Marescot", où se trouve un monument-fontaine en l'honneur du Dr Marescot.

## Traditions et culture
Fin avril, la principale fête du campus de Pontevedra, Santa Catabirra, est dédiée à la patronne de la Faculté des sciences sociales et de la communication, Sainte Catherine de Sienne. Des milliers de jeunes de toute la Galice participent à cette fête. Les célébrations de Saint Ero, patron de la faculté des Beaux-Arts, ont également une certaine importance.
Les patrons d'autres facultés sont Saint Léandre (école d'ingénieurs forestiers), Saint Isidore de Séville (faculté des Sciences de l'éducation) et Saint Achille (faculté de physiothérapie).

## Galerie

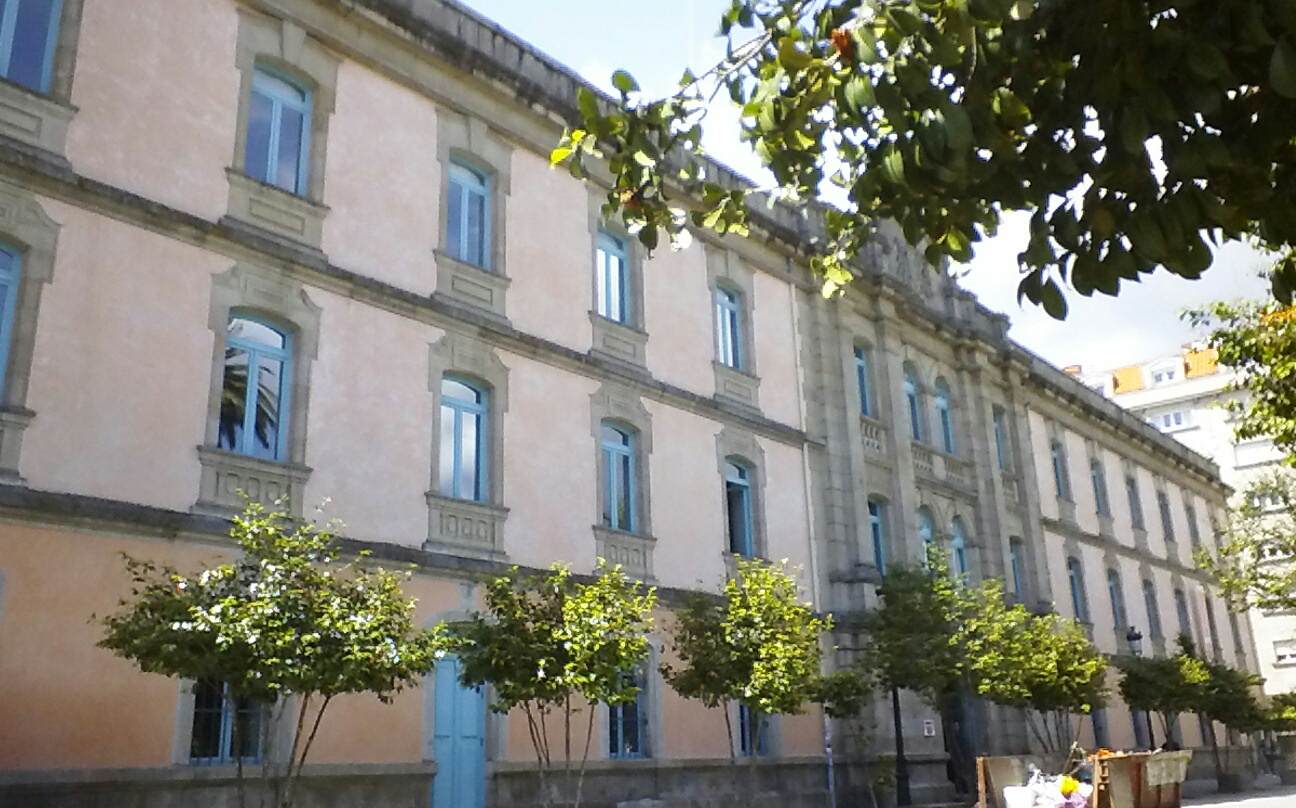
Faculté des Beaux-arts
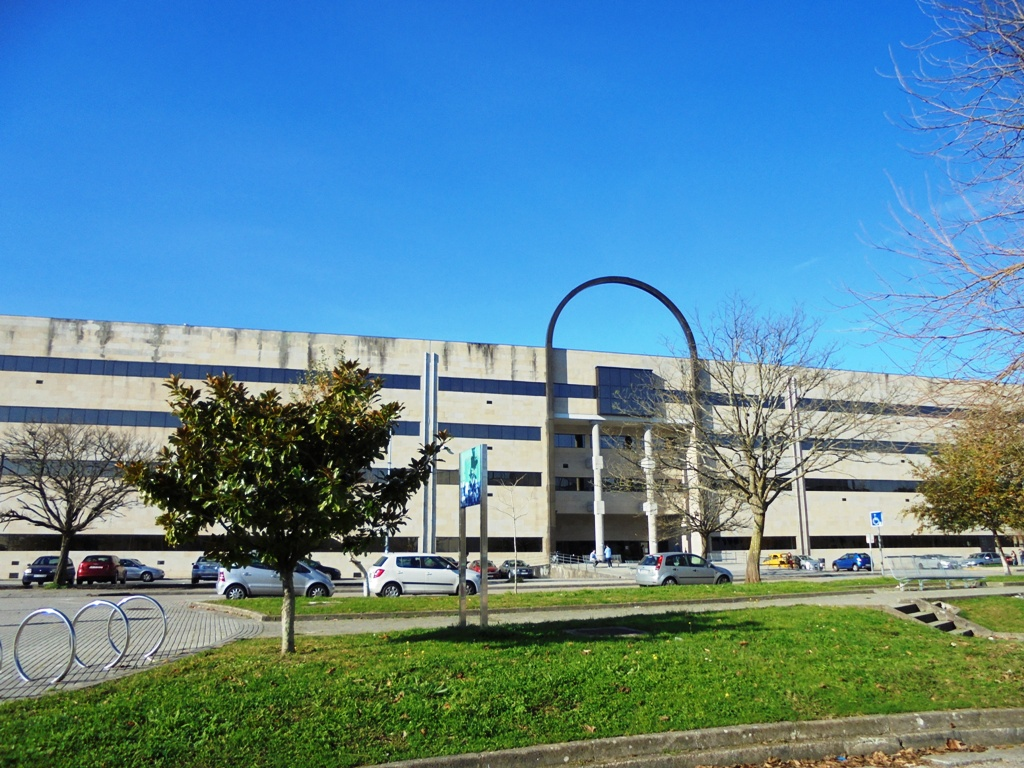
Faculté des Sciences sociales et de la communication
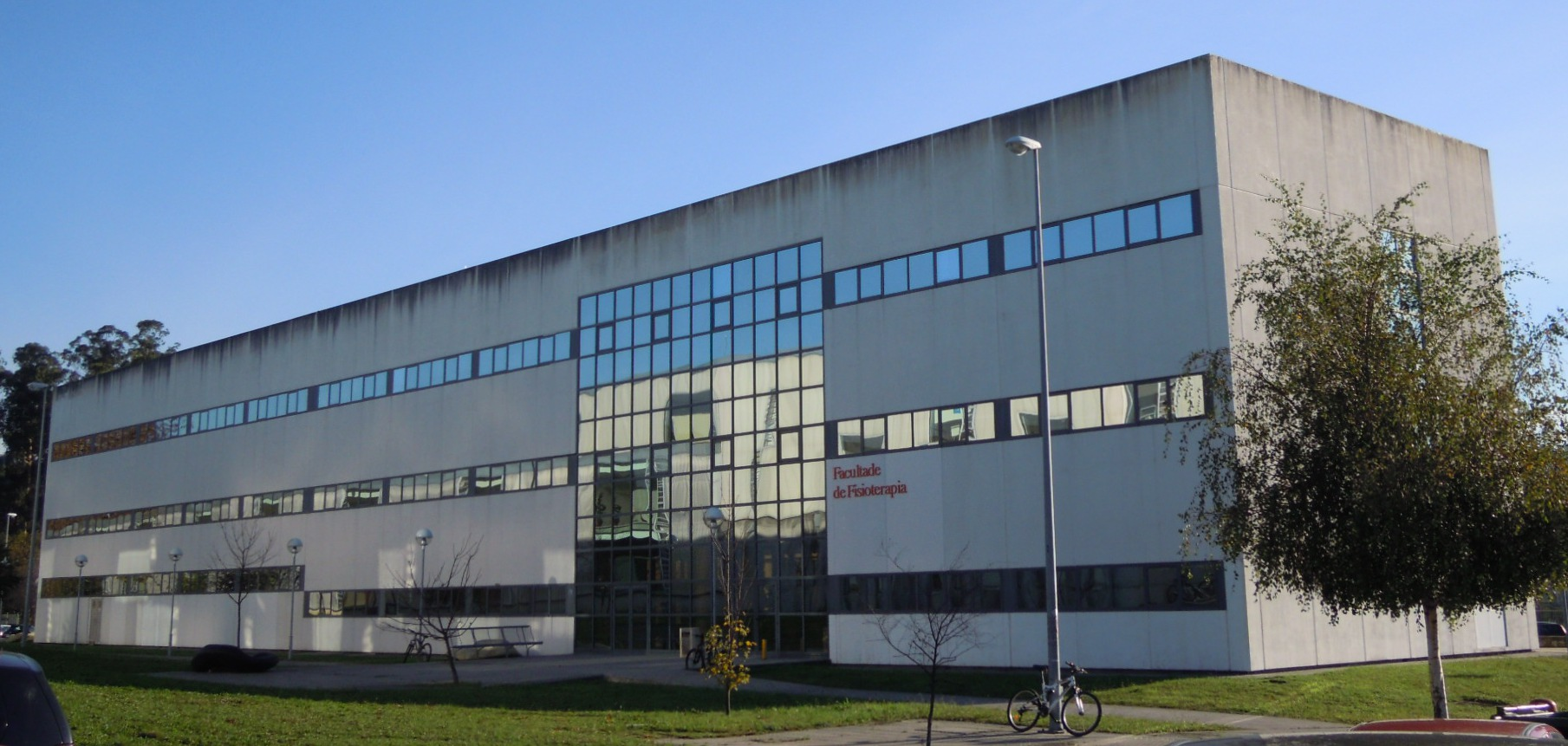
Faculté de Kinésithérapie
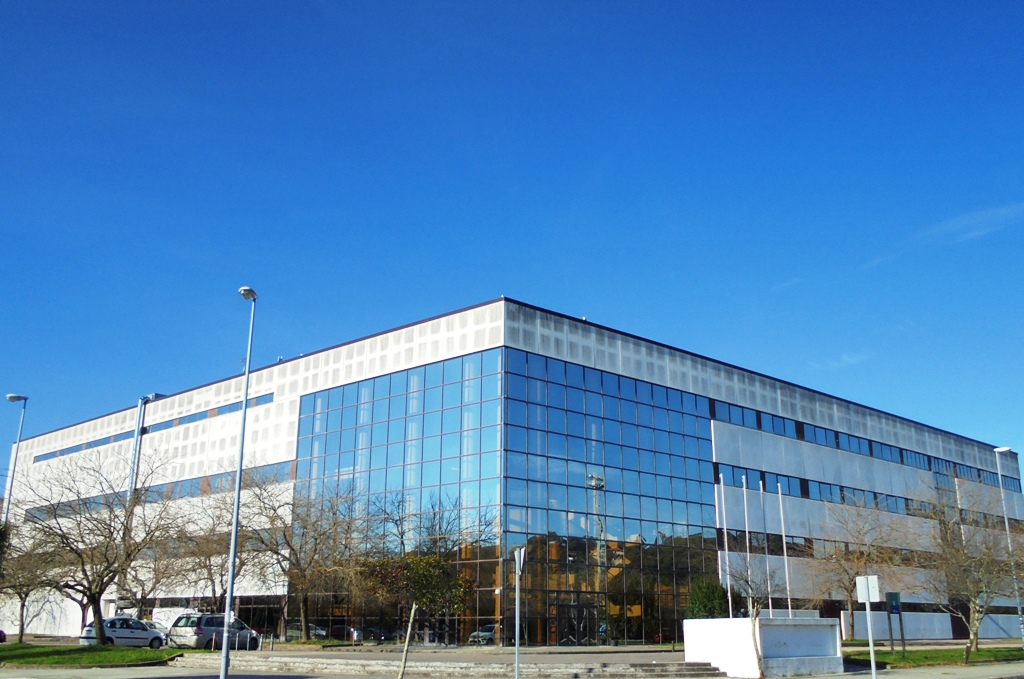
École d'ingénieurs forestiers
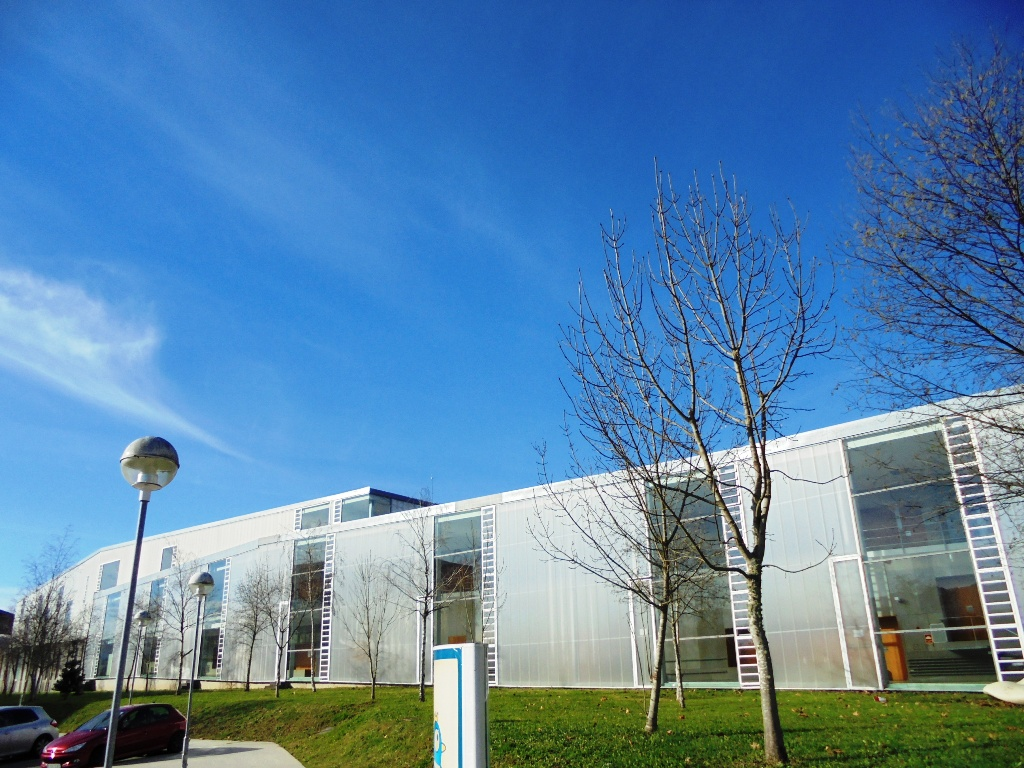
Faculté des sciences de l'éducation et du sport
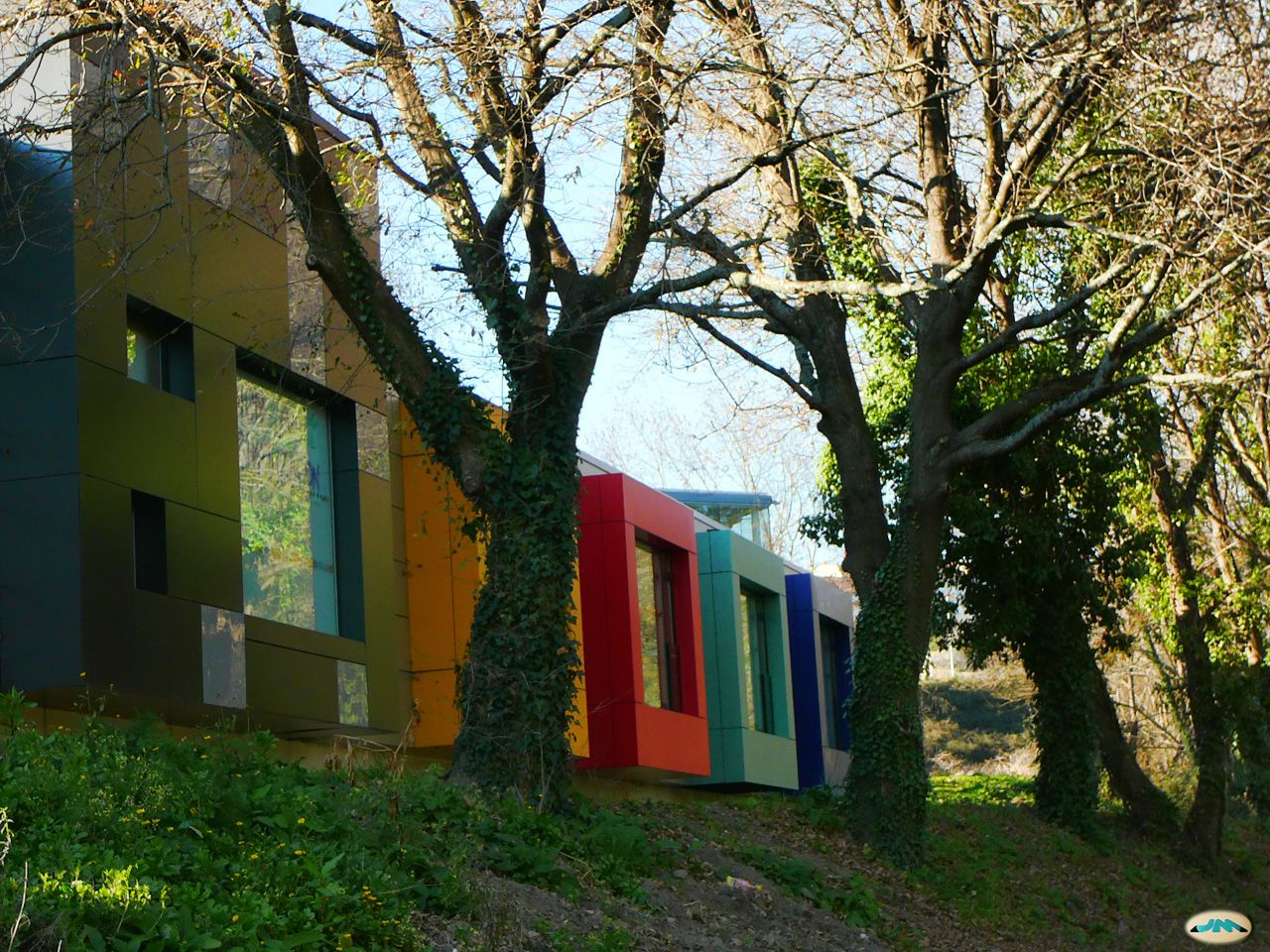
Crèche sur le campus
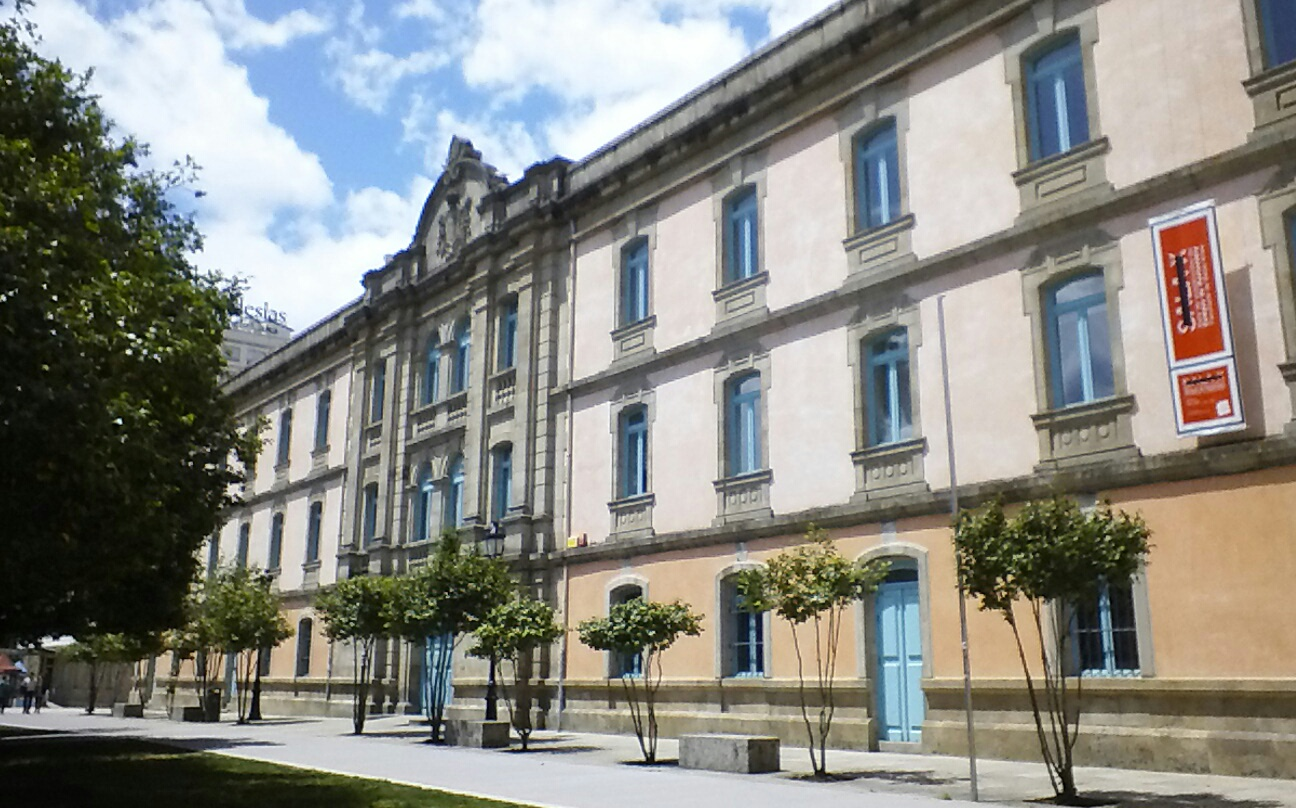
Faculté des Beaux-arts
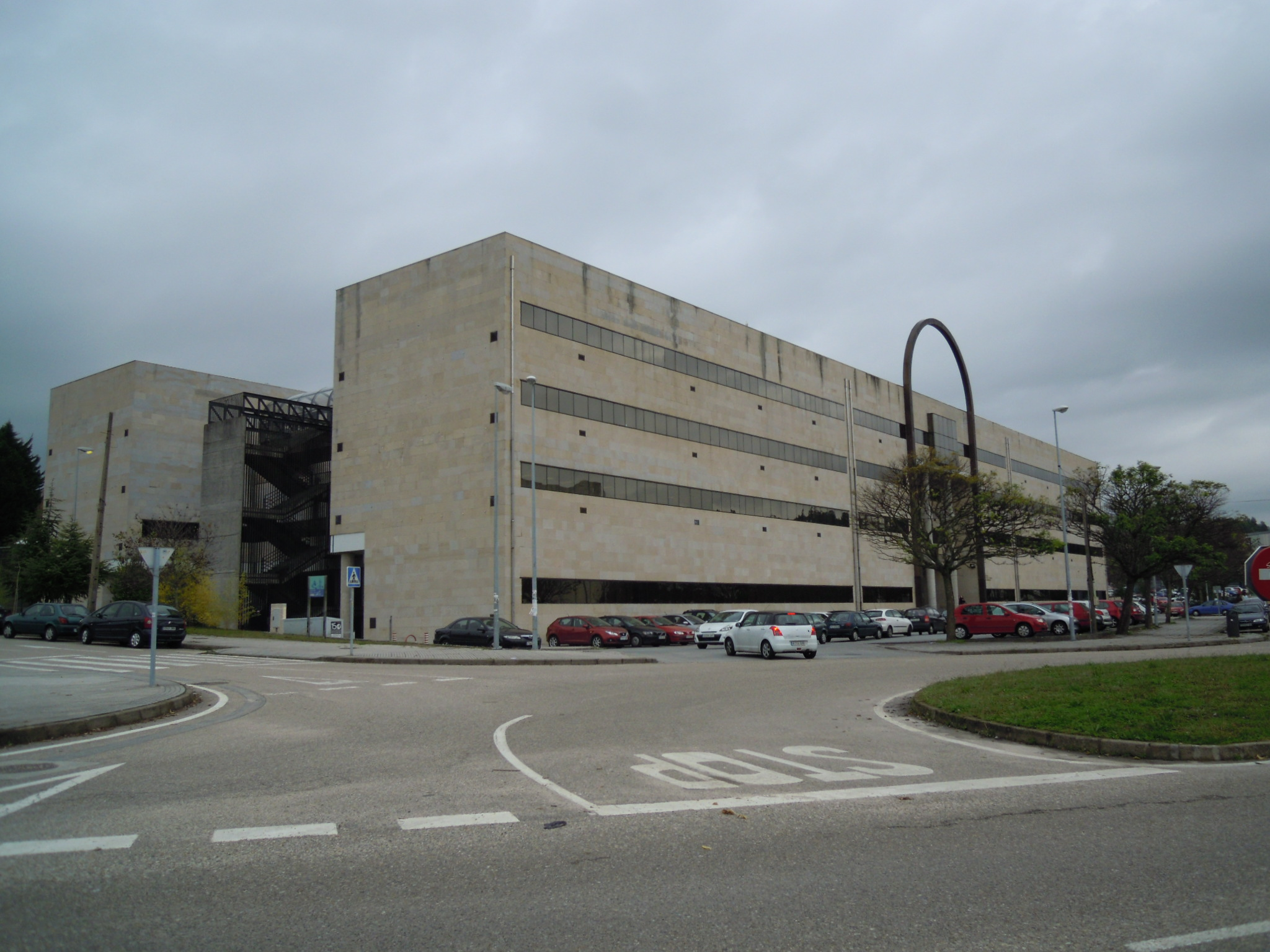
Faculté des sciences sociales et de la communication
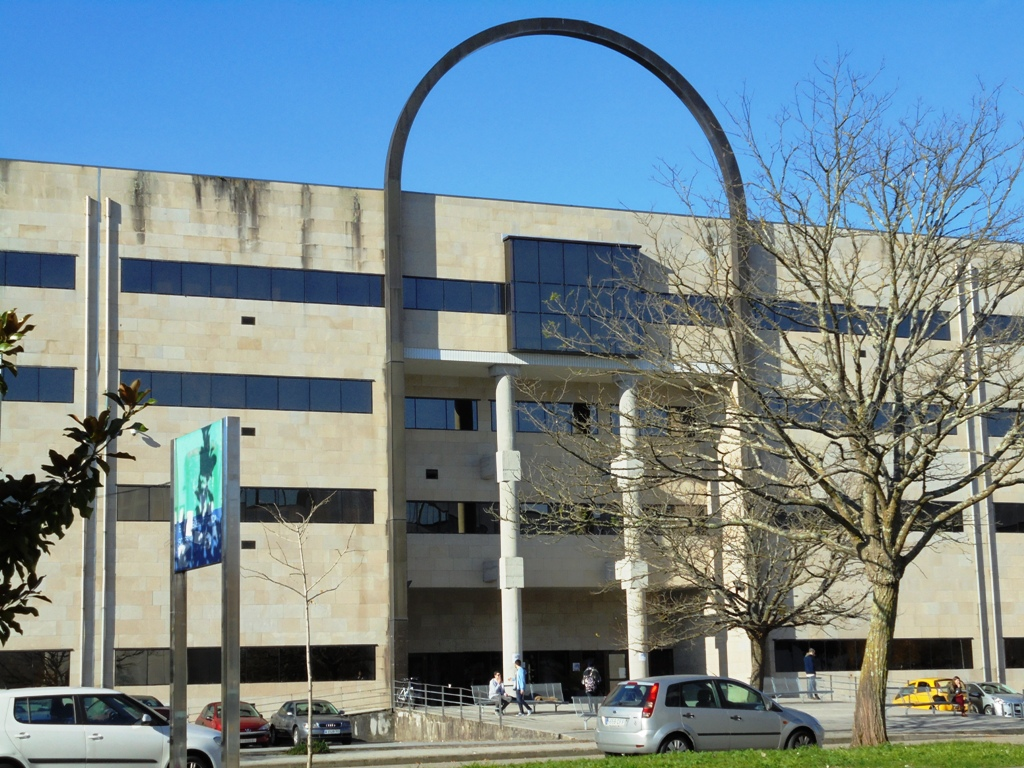
Entrée à la Faculté des sciences sociales et de la coummunication
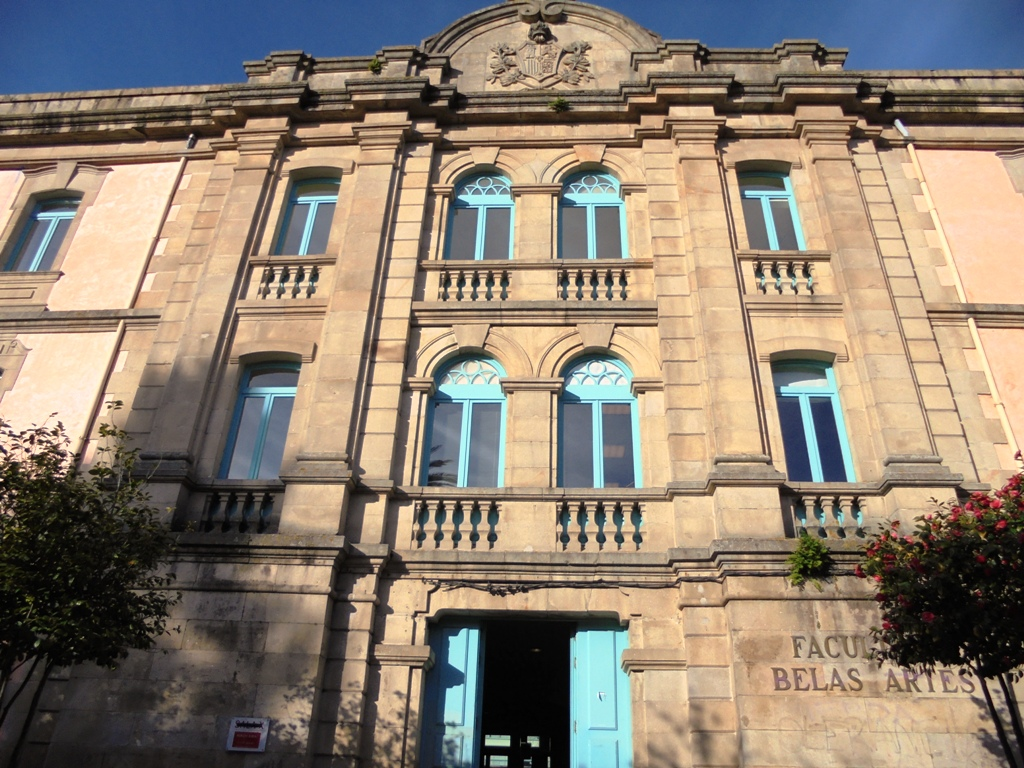
Entrée à la Faculté des Beaux-arts
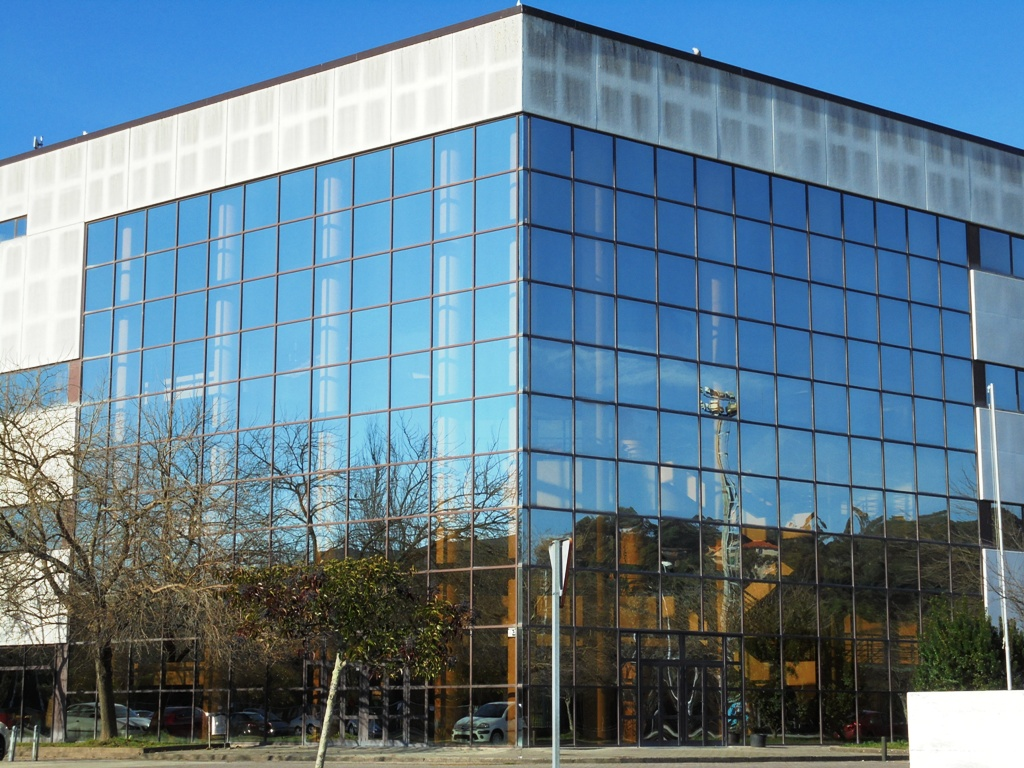
École d'ingénieurs forestiers
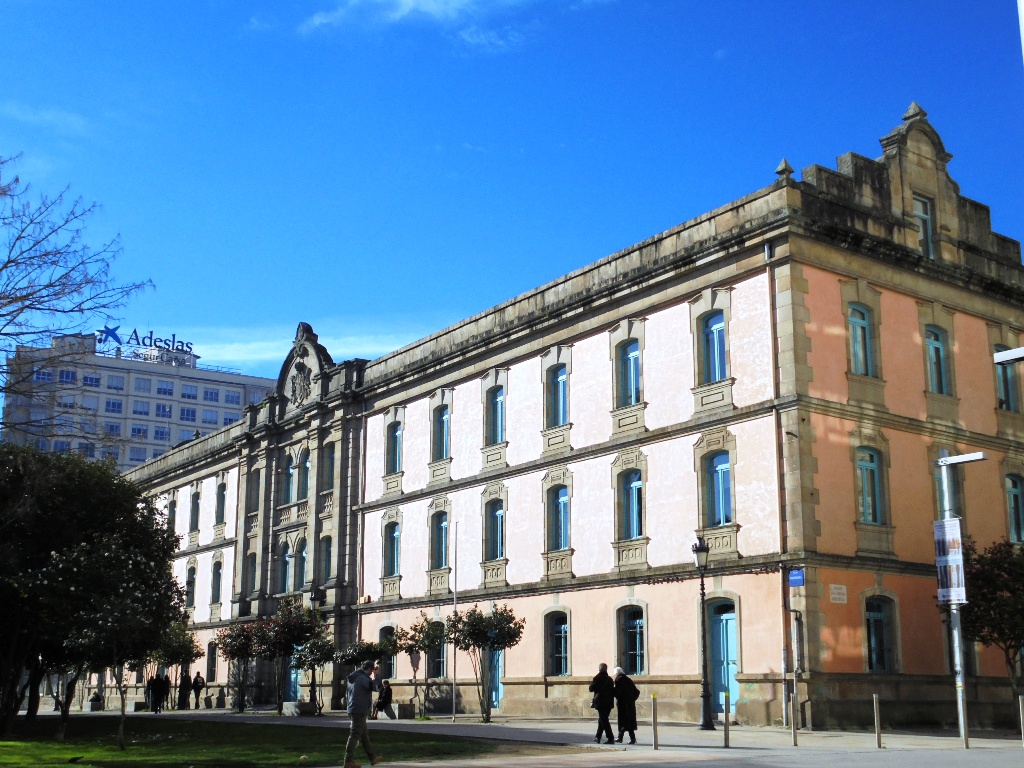
Faculté des Beaux-arts
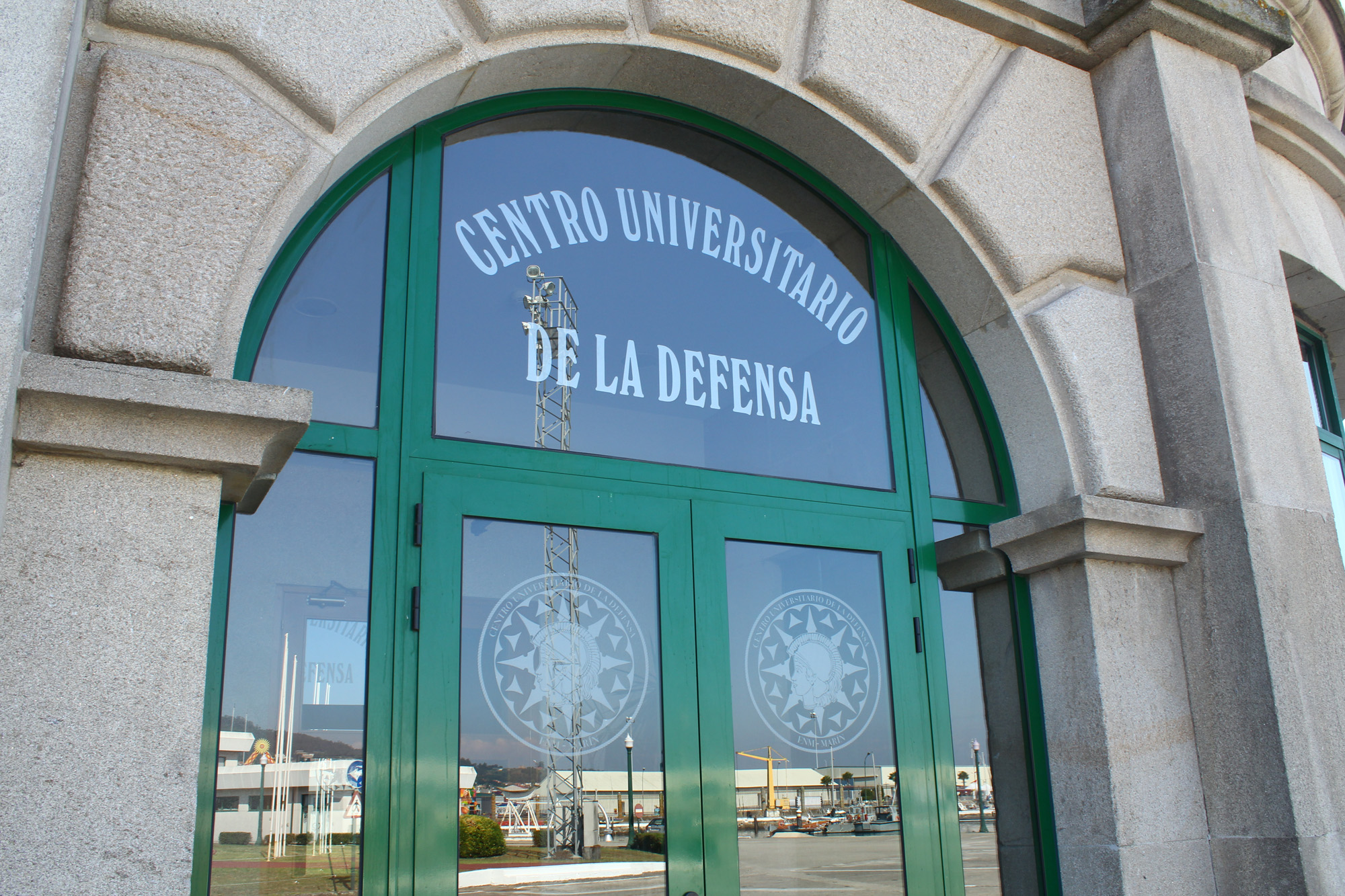
Centre Universitaire de la Défense
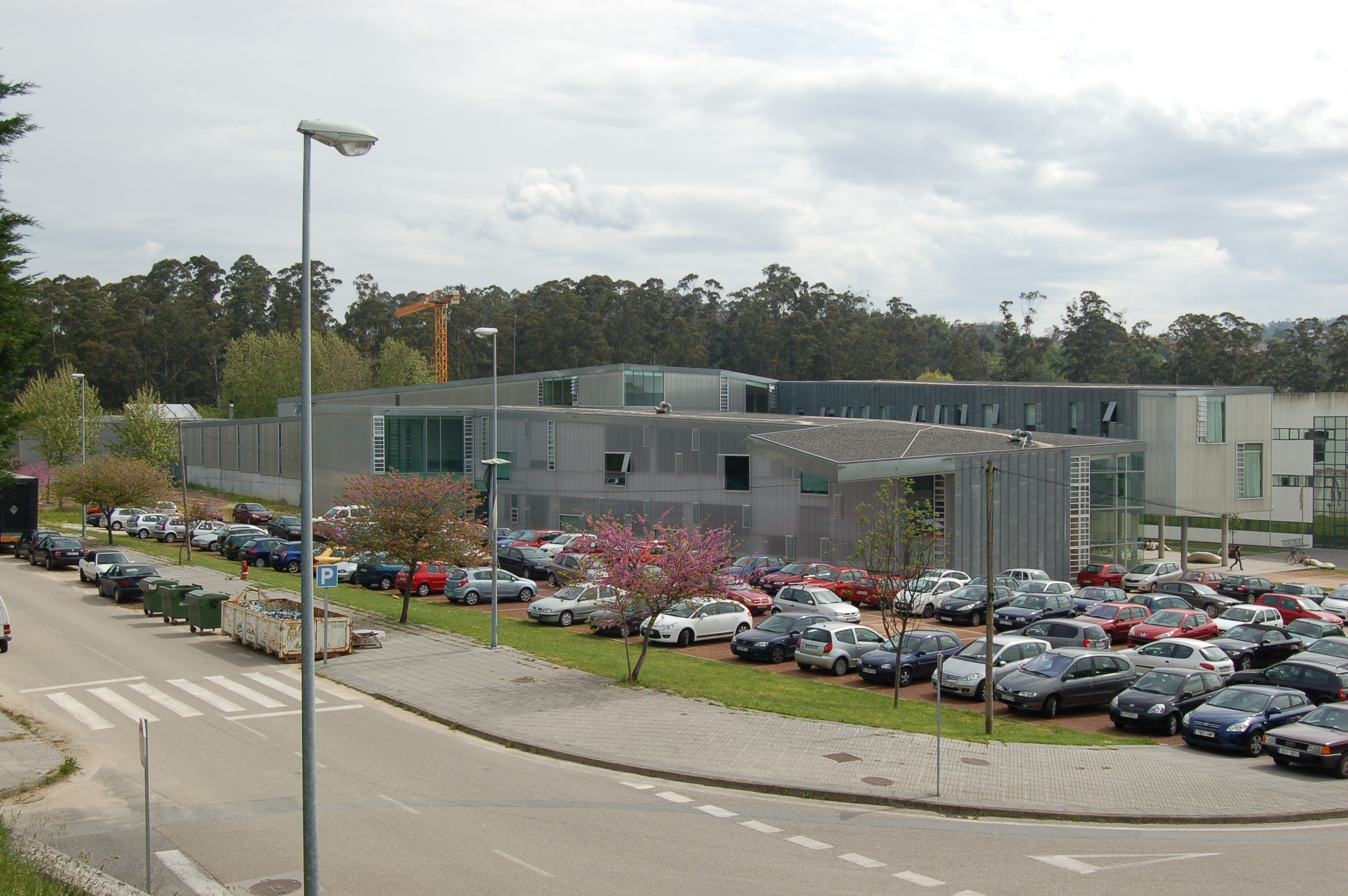
Faculté des sciences de l'éducation et du sport
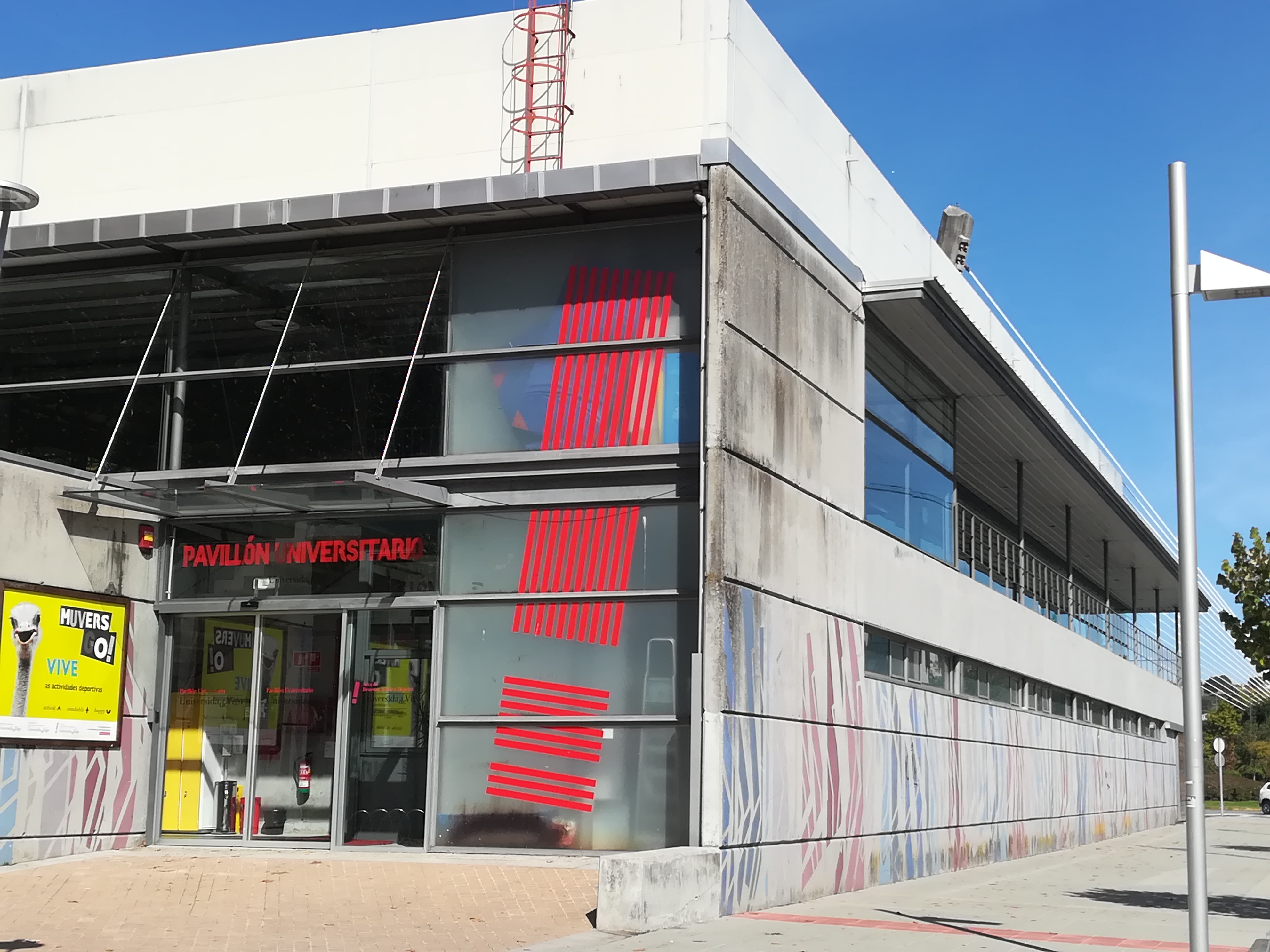
Gymnase universitaire
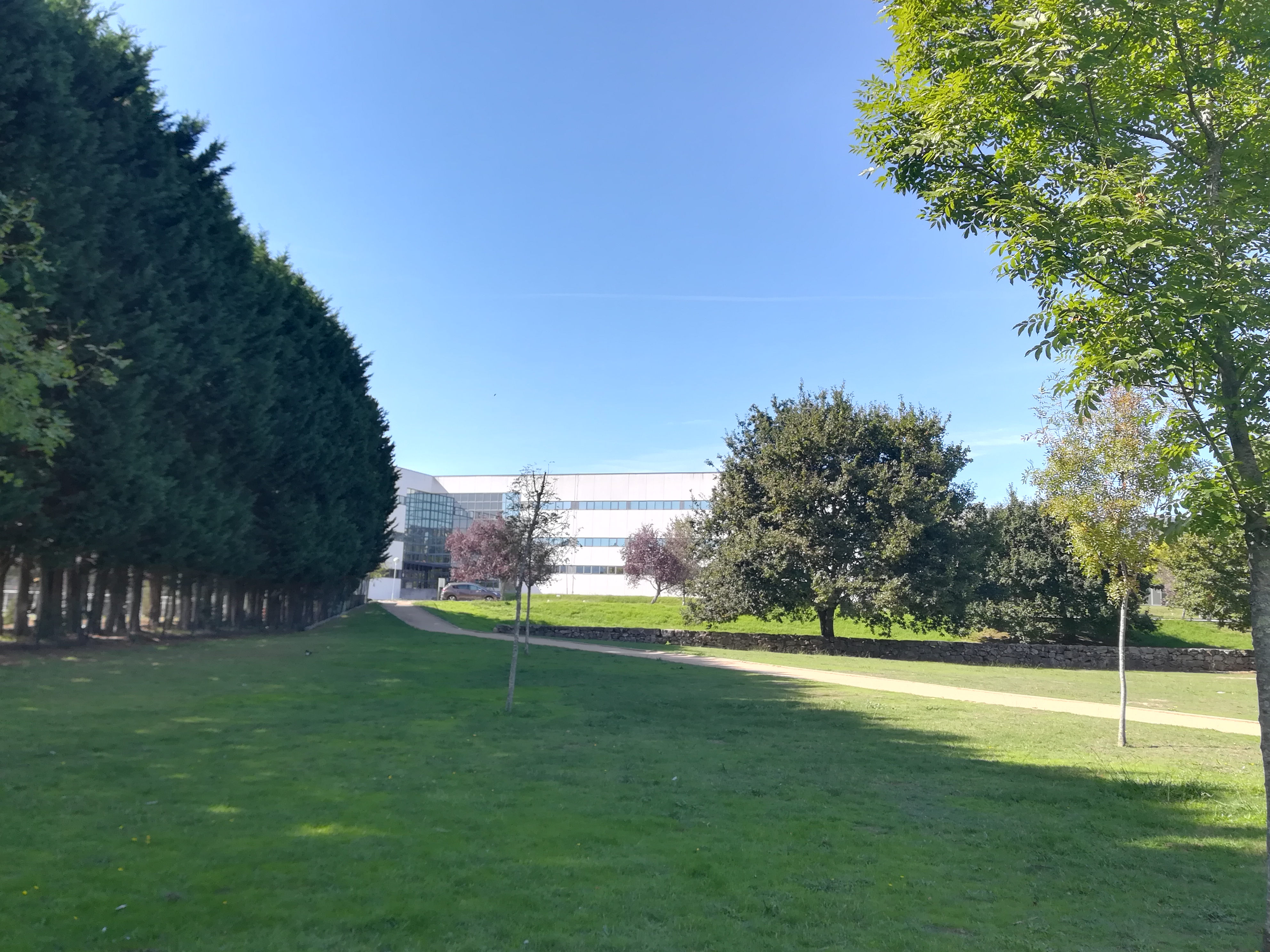
Faculté de Kinésithérapie
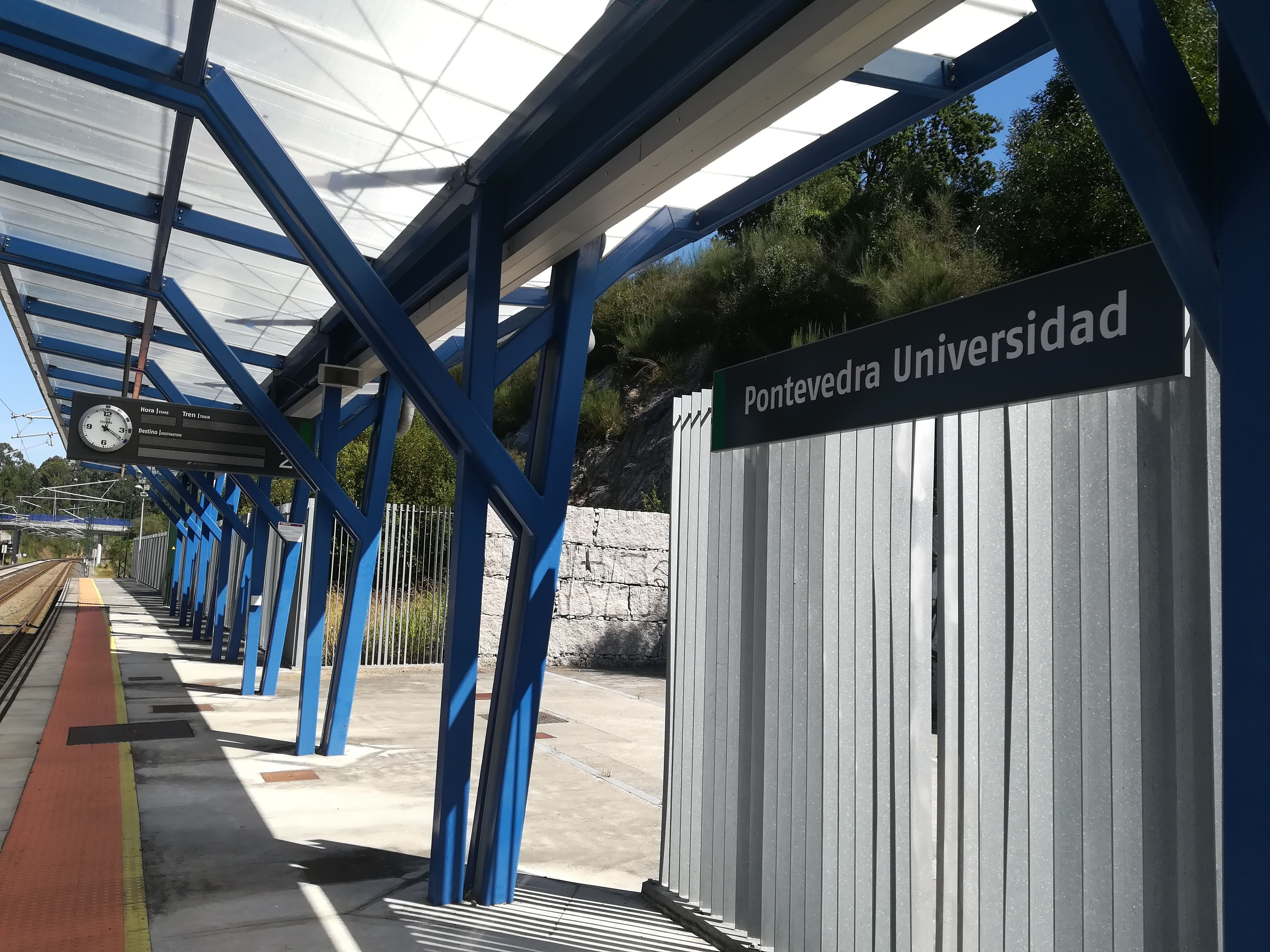
Gare de Pontevedra-Universidad

## Étudiants célèbres
- Alberto Gracia (1978-), artiste.

## Voir également